# Senegalees olympisch voetbalelftal (mannen)
Het Senegalees olympisch voetbalelftal is de voetbalploeg die Senegal vertegenwoordigt op de Olympische Spelen en de Afrikaanse Spelen.

## 1972-1988: Senegalees elftal
In 1972 nam het Senegalees elftal voor het eerst deel aan de kwalificatie, net als de volgende edities zonder succes.

## Sinds 1992: Senegalees elftal onder 23
Sinds de kwalificatie voor de Olympische Spelen 1992 geldt voor mannen dat ze maximaal 23 jaar mogen zijn (met 1 januari van het olympisch jaar als peildatum). In 2012 wist het Senegalees elftal onder 23 de intercontinentale play-off te bereiken, waarin met een 2-0-overwinning op Oman de Olympische Spelen in Londen werden bereikt. Op de Spelen was in de kwartfinale de latere finalist Mexico na verlenging met 2-4 te sterk.

## Andere toernooien
Het Senegalees olympisch elftal vertegenwoordigt Senegal ook op de Afrikaanse Spelen, en verder op de Jeux de la Francophonie waar in 2005 de finale met 0-3 werd verloren van Ivoorkust.